# Medias Aguas
Medias Aguas es una localidad del estado mexicano de Veracruz de Ignacio de la Llave, ubicado al sureste del mismo en el municipio de Sayula de Alemán, forma parte de la región del Istmo de Tehuantepec.
Medias Aguas se encuentra localizado en el sur del municipio de Sayula de Alemán, por su localización es un importante punto de comunicación de ferrocarriles, encontrándose en la población en empalme entre en el Ferrocarril Transístmico de Sayula de Alemán a Matías Romero en sentido norte-sur y el que partiendo desde ese punto lleva hacia el noroeste hacia Tuxtepec y finalmente Córdoba; además se encuentra comunicada por un camino de terraceria que la une con la población de Campo Nuevo, distante unos 10 kilómetros al noroeste donde enlaza con la Carretera Federal 185.
Se encuentra localizada en las coordenadas geográficas 17°40′12″N 95°01′44″O / 17.67000, -95.02889 y a una altitud de 40 metros sobre el nivel del mar, la distancia que la sepera de la cabecera municipal es de aproximadamente 35 kilómetros hacia el sur. De acuerdo a los resultados del Censo de Población y Vivienda de 2010 realizado por el Instituto Nacional de Estadística y Geografía, la población total de Medias Aguas es de 1 123 personas, de las que 537 son hombres y 586 son mujeres.
Por su situación junto a las vías de ferrocarril que enlazan el Istmo con el centro del país, Medias Aguas se ha convertido en un punto de tránsito de migrantes que desde Centroamérica tratan de alcanzar la Frontera entre Estados Unidos y México, lo cual ha conllevado un aumento en la inseguridad de los mismos en la zona, trascendiento que habrían ocurrido en las inmediaciones de la población varios secuestros masivos de migrantes.